# Röllbach (Main)
Der Röllbach ist ein 8 km langer rechter und östlicher Nebenfluss des Mains im Landkreis Miltenberg im bayerischen Spessart.

## Name
Der Name Röllbach leitet sich entweder vom substantivischen Bestimmungswort Röll ab, das Geröll bedeutet, oder vom Personennamen Rollo. Das Grundwort im Namen ist -bach. Der Bach gab der Gemeinde Röllbach ihren Namen, deren Hauptort er durchfließt.

## Geographie

### Röllbachquelle

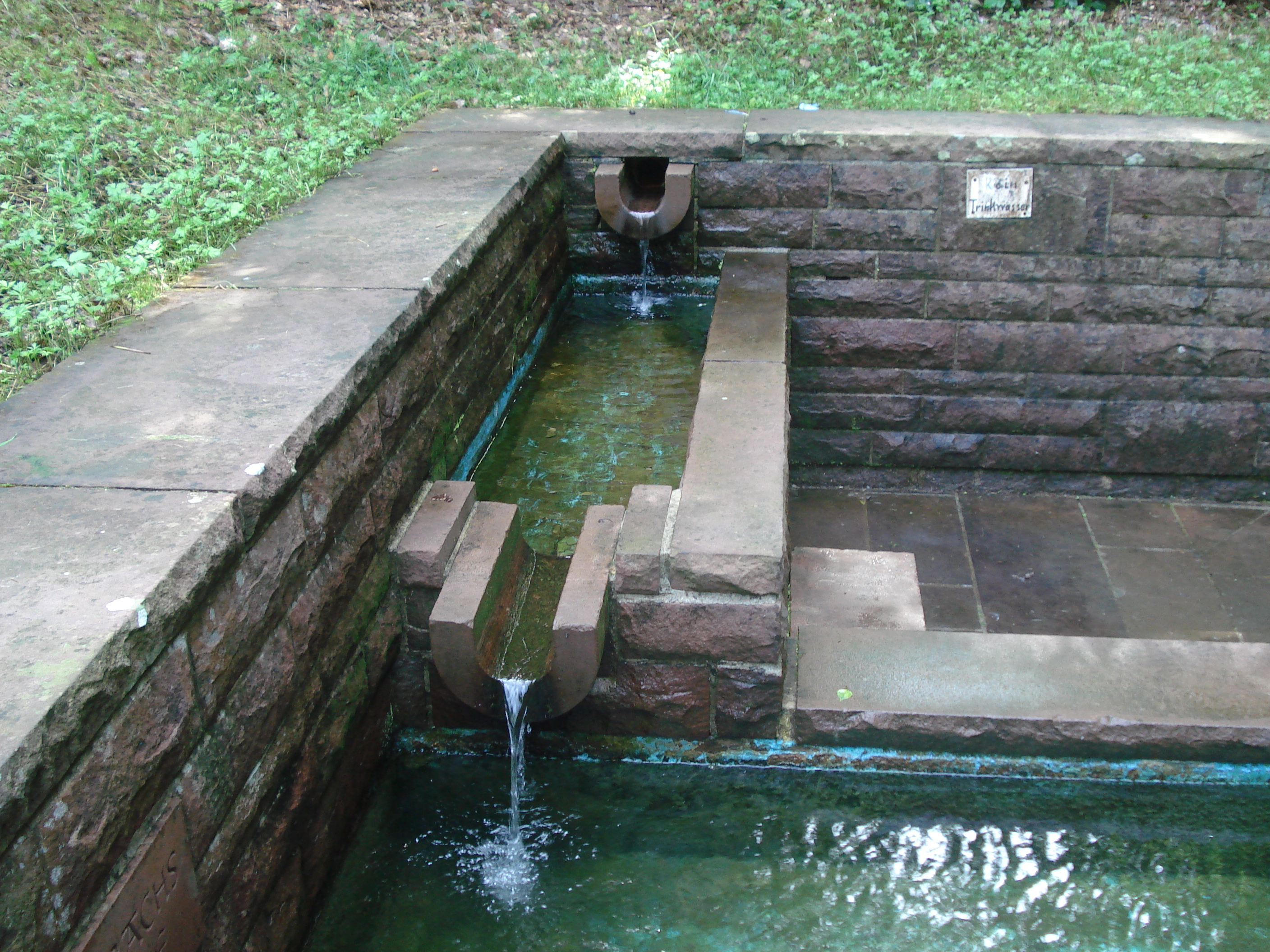
Die Röllbachquelle

Der Röllbach entspringt südöstlich von Röllbach wenig oberhalb der Waldgrenze am Westfuße des Langen Berges auf etwa 295 m ü. NHN im als Naturdenkmal ausgewiesenen Röllbachbrunnen. Das dort austretende Quellwasser wird in ein Becken geleitet, das zum Wassertreten genutzt wird. Der Abfluss ist zu einem kleinen Weiher aufgestaut. Der Quellaustritt entspringt der Ton-Sandstein-Wechselfolge des Mittleren Buntsandsteins.
Die Quelle ist vom Bayerischen Landesamt für Umwelt als bedeutendes Geotop (Geotop-Nummer: 676Q002) ausgewiesen.

### Verlauf
Der Röllbach läuft nach seiner Quelle bald in der freien Flur in westnordwestliche Richtung nach Röllbach, dessen alter Ortskern am rechten Ufer liegt. Dort knickt er am Zufluss seines größten Nebenflusses Ammelbach nach Südwesten ab und passiert am Ortsende in schon eingetieftem Tale, in welchem ihm vom Dorf an die Kreisstraße MIL 1 folgt, die Zeiselsmühle. Weiter abwärts, nur mehr einen Kilometer östlich der Siedlungsgrenze von Röllfeld, trieb sein Wasser früher die Paradeismühle an. Danach, noch vor dem Austritt in den breiten und flachen rechten Talhang des Mains, geht nach rechts der Kanal Mühlbach ab, der neben der Straße nach Röllfeld läuft und dort früher vor seinem Rücklauf vier Mühlen versorgte. Der Bach selbst durchläuft den Ortskern Röllfelds in nordwestlicher Richtung, unterquert dort die Staatsstraße 2309 rechts des Flusses und mündet dann in den Main.

### Einzugsgebiet
Das 8,05 km² große Einzugsgebiet des Röllbachs liegt im Spessart und wird über den Main und den Rhein zur Nordsee entwässert.
Es grenzt
- im Osten an das des Mainzuflusses Ullersbachs
- im Südosten an das des Kälbesbachs, ebenfalls ein Zufluss des Mains
- im Süden an das des Heubachs, ein weiterer Bach, der in den Main mündet
- im Nordwesten an das des Mainzuflusses Seltenbach
- und im Norden an das des Aubachs, der in die Elsava mündet.

Die höchste Erhebung ist der 512 m ü. NHN hohe Geiersberg.
Das Einzugsgebiet des Röllbachs ist im Osten und Westen überwiegend bewaldet, dazwischen ist ein Mosaik aus Feldern, Grünland und Siedlungen.

### Zuflüsse
Höhenangaben abgefragt (mit Rechtsklick) auf: BayernAtlas der Bayerischen Staatsregierung (Hinweise) (Detailkarte)
- Ammelbach, von rechts und Nordosten auf etwa 203 m ü. NHN am Limesweg in Röllbach. An diesem größten Zufluss knickt der Röllbach auf Südwestlauf.
- Walpertsgraben, von rechts und Nordwesten auf etwa 182 m ü. NHN nach der Zeiselsmühle
- Buchbach/Buchgraben, von rechts und Nordwesten auf etwa 172 m ü. NHN an einer Bachquerung
- (Zufluss aus dem Finstertal), von links und Süden gegenüber dem vorigen
- Lausgraben, von rechts und Norden auf etwa 153 m ü. NHN aus dem Lausgrund kurz nach der Paradeismühle
- Herrnbrunngraben/Höllgraben, von links und Ostsüdosten auf etwa 149 m ü. NHN
- → (Abgang des Mühlbachs), nach rechts auf etwa 148 m ü. NHN
- Weidenbuschgraben, von links und Süden auf etwa 144 m ü. NHN
- ← (Rücklauf des Mühlbachs), von rechts auf etwa 126 m ü. NHN in Röllfeld

### Orte
Nur die Siedlungsplätze tiefster Gliederungsstufe liegen am Ufer.
Landkreis Miltenberg
- Gemeinde Röllbach
  - Röllbach (Pfarrdorf, überwiegend rechts)
- Stadt Klingenberg am Main
  - Paradeismühle (Einzelanwesen, links)
  - Röllfeld (Stadtteil)